# Жито (рід)
Жи́то (Secale) — рід рослин родини тонконогових, також відомої як злакові. 
Рід об'єднує близько 5 ботанічних видів, серед яких лише один вид культивується у сільському господарстві — жито посівне (Secale cereale L.). Вирощується також міжродовий гібрид жита з пшеницею — тритикале.

### Види
1. Secale africanum Stapf - Капська провінція Південної Африки
2. Secale anatolicum Boiss. - Греція, Болгарія, Туреччина, Кавказ, Ірак, Іран
3. Жито посівне Secale cereale L. - Туреччина; широко культивується і натуралізований у багатьох місцях
4. Secale ciliatiglume (Boiss.) Grossh. - Туреччина, Ірак, Іран
5. Secale iranicum Kobyl. - Іран
6. Secale montanum Guss.  - з Іспанії та Марокко до Пакистану
7. Secale segetale (Zhuk.) Roshev. - Центральна Азія, Синьцзян, Кашмір, Пакистан, Афганістан, Іран, Ірак, Кавказ
8. Жито дике Secale sylvestre Host - Балкани, Угорщина, Україна, Європейська Росія, Кавказ, Центральна Азія
9. Secale vavilovii Grossh. - Туреччина, Кавказ, Ірак, Іран[1]

## Галерея

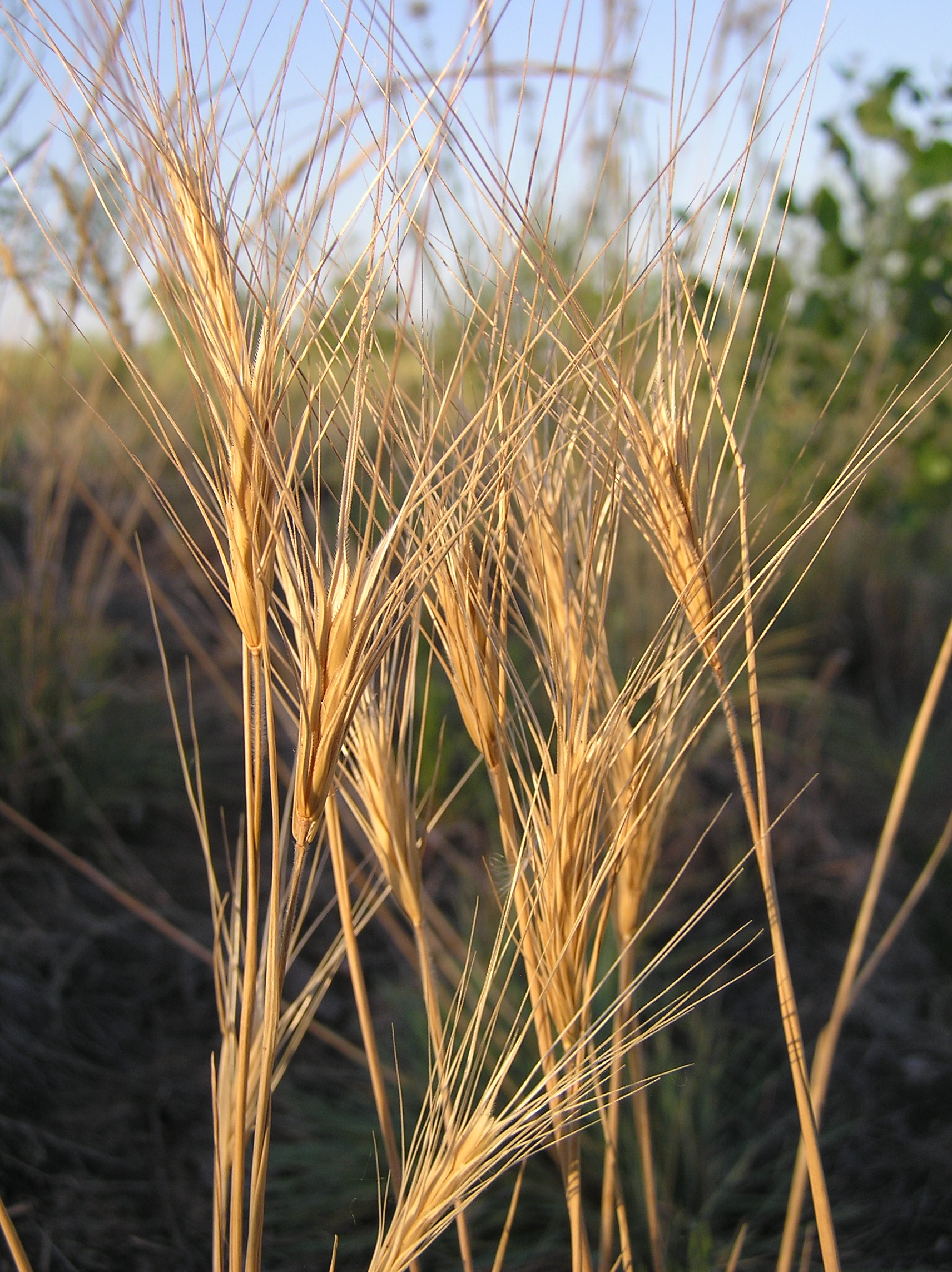
Secale sylvestre
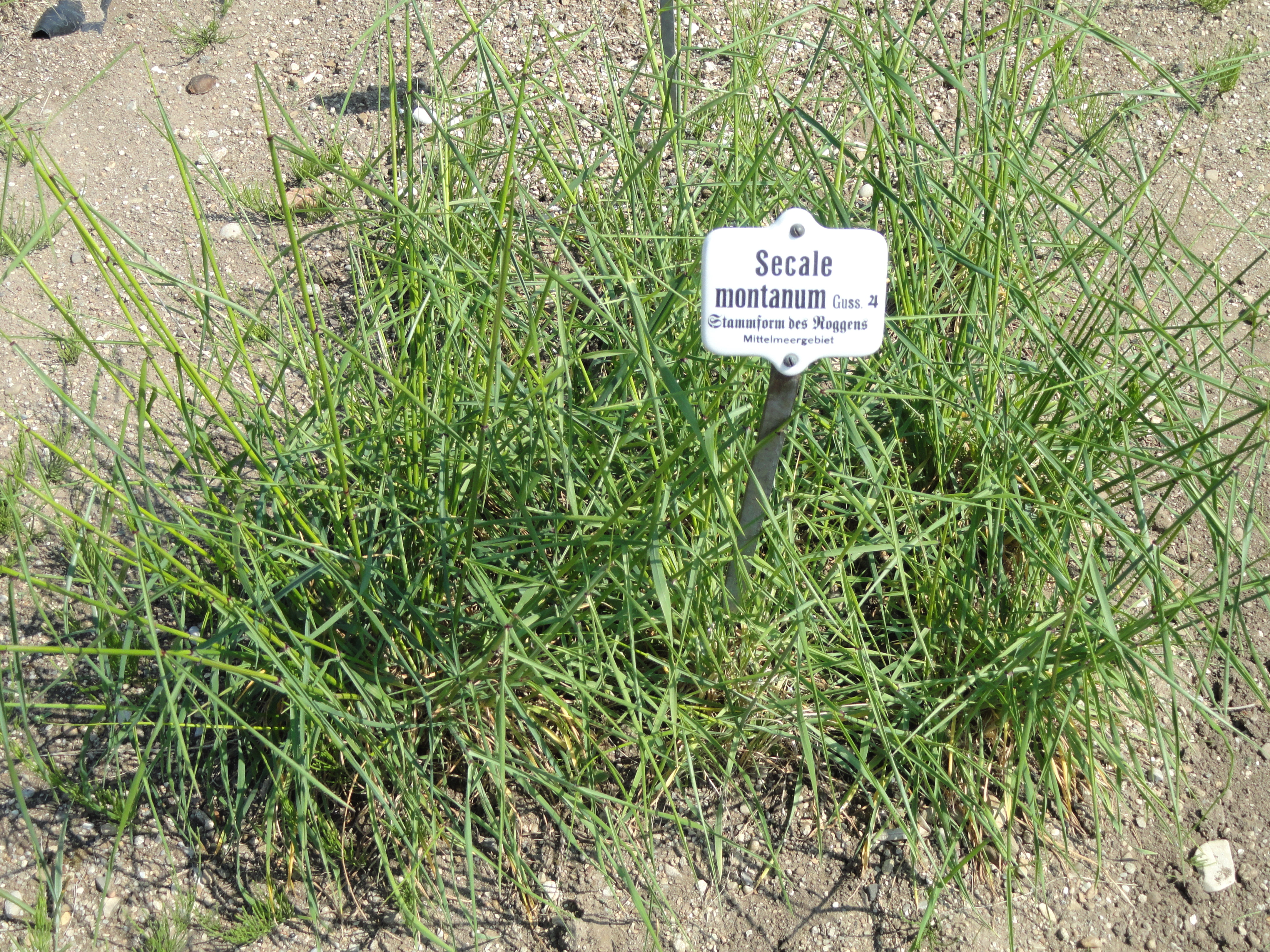
Secale montanum
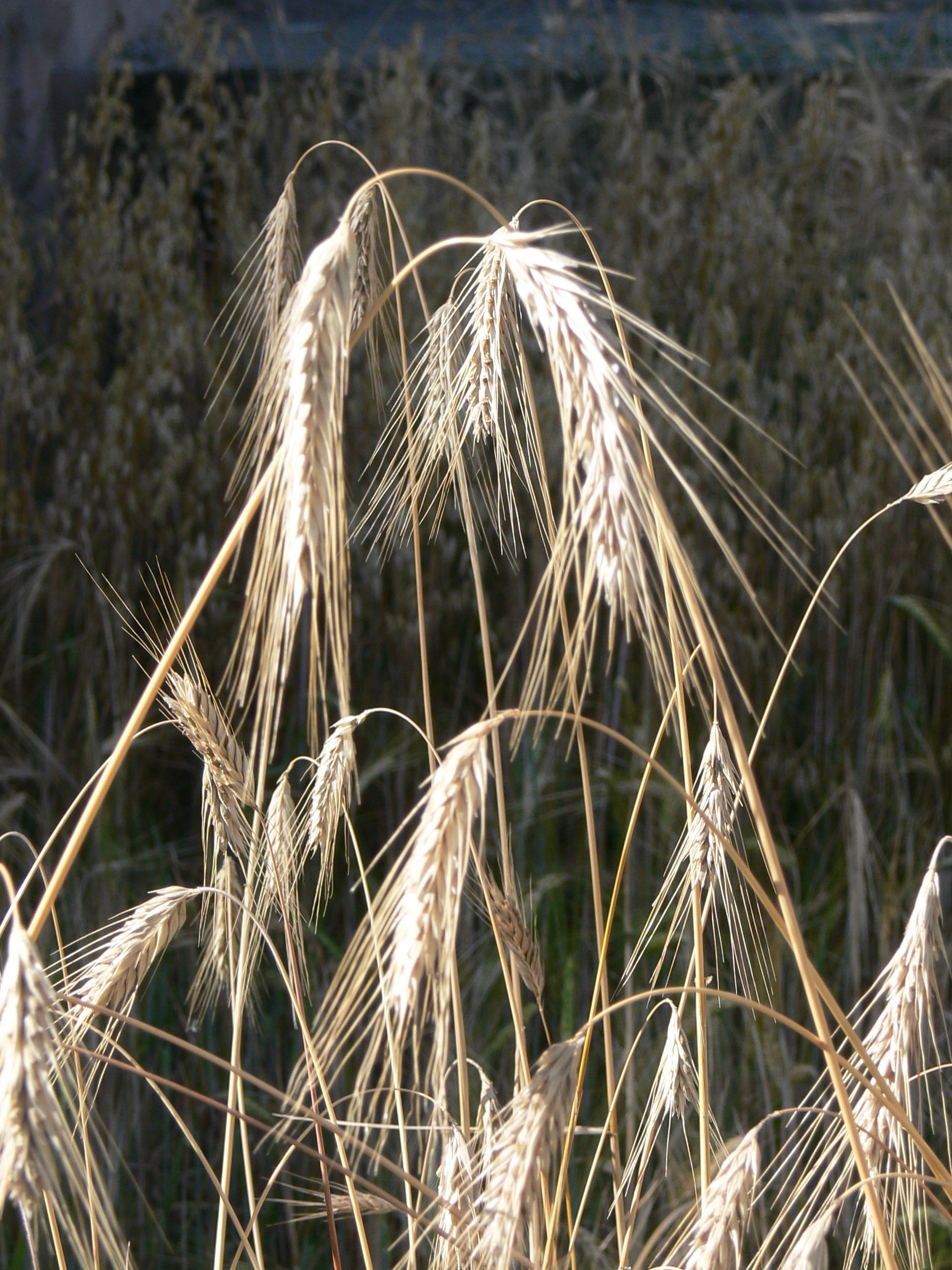
Secale cereale